# Kolonizace Kosova (Království Jugoslávie)
Kolonizace Kosova se uskutečnila v období existence meziválečné Jugoslávie (nejprve Království Srbů, Chorvatů a Slovinců a později Království Jugoslávie). Tehdejší jugoslávská vláda realizovala rozsáhlý program osídlení oblastí jihu země (kromě Kosova také i území dnešní Severní Makedonie, s cílem posílení srbského osídlení v uvedených oblastech). Považovala ji za náplast po turecké nadvládě a také za snahu lépe integrovat zemi, ve které dominovalo srbochorvatsky mluvící obyvatelstvo. 
Kolonizace byla realizována na základě Nařízení o osidlování Jižních území, které bylo schváleno dne 20. listopadu 1920 a Zákona o osidlování Jižních území, který byl schválen dne 11. června 1931. Spontánně začala kolonizace již v roce 1918. Vzhledem k různorodosti dostupné literatury se však údaje o počtu kolonistů liší, a to i v řádech.

## Průběh
Kosovo připadlo Srbsku po první balkánské válce v roce 1912, spolu s územím dnešní Severní Makedonie. Přestože nedlouho po připojení zahájila bělehradská vláda program vystěhovávání kosovských Albánců z území jihosrbské oblasti, hustě osídlené Kosovo zůstalo i nadále převážně s albánskou většinou. Již v roce 1912 začalo tehdejší černohorské království přidělovat půdu na území západu dnešního Kosova černohorským kolonistům. Během První světové války byli tito první kolonisté nakrátko vyhnáni, aby se po roce 1918 navrátili.
Po skončení konfliktu vyčerpané, ale sjednocené Království Srbů, Chorvatů a Slovinců iniciovalo rozsáhlý dosidlovací program. Po schválení potřebných zákonů a pozemkové reformy, která se snažila odstranit poslední pozůstatky osmanské společnosti a likvidovala převážně albánské velkostatkáře, se uvolnilo značné množství půdy, kterou mohl jugoslávský stát přidělit. Zůstaly také různé majetky po osmanských správcích, kteří odešli. To vše bylo přiděleno první vlně kolonistů.

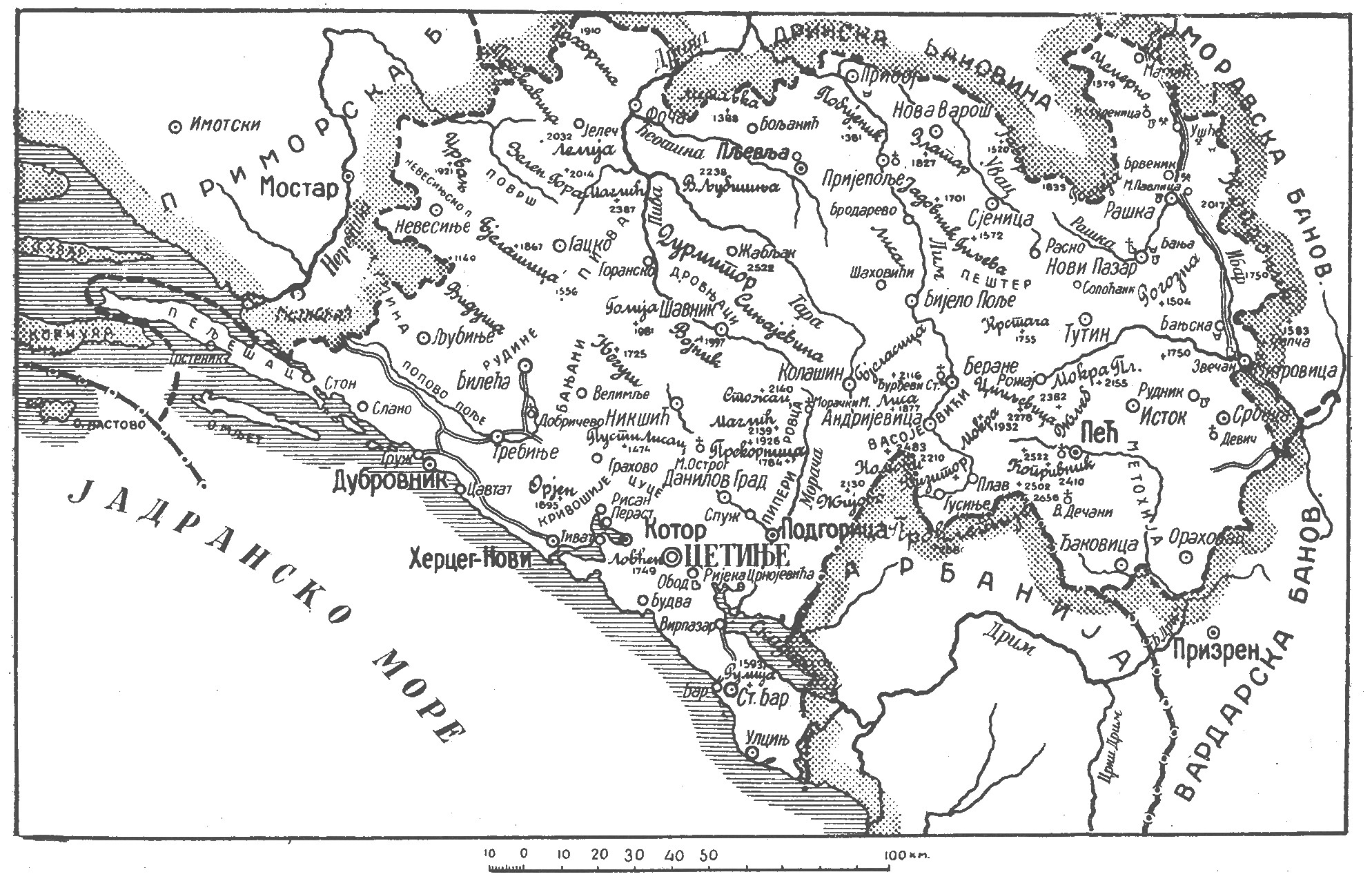
Od roku 1929 bylo Kosovo rozděleno mezi Zetskou, Moravskou a Vardarskou bánovinu.

Do Kosova byli posíláni především bývalí vojáci, příslušníci četniků, policisté, pohraničníci a úředníci. Po první balkánské válce totiž páteř státní správy, kterou tvořili z velké části Turci, odešla zpět do své zmenšené vlasti. Jednalo se o takový počet lidí, že nedlouho po konfliktu se celková lidnatost Kosova snížila.
Srbští kolonisté nicméně nepřicházeli do regionu, který by byl vůči nim vstřícný. Neklid trval v Kosovu ještě šest let po skončení první světové války, a ani poté situace nebyla klidná. Proto byli kolonisté pro případ povstání nebo nepokojů zásobeni zbraněmi. Kromě velkostatkářů, kteří byli přirozenou oporou Osmanské říši, a proto představovali pro jugoslávský stát nebezpečí,[zdroj?] však byla půda také zabírána i méně majetným albánským sedlákům. Přestože toto zabírání mělo být kompenzováno, ne zřídkakdy k tomu nedocházelo. Některým albánským sedlákům mohlo zůstat pouze 0,4 ha na domácnost. Zabírání majetku bylo nakonec prováděno v nemalé míře, což vedlo k vzpourám celých vesnic a krajů, následkem čehož musela intervenovat jugoslávská armáda. Po 23 let existence meziválečného jugoslávského státu byla v Kosovu vojenská správa po dobu 18 let.
V letech 1919–1926 bylo v Kosovu založeno 245 nových vesnic, ve kterých žili Srbové. Jen na podzim 1931 bylo na území západu Kosova dosídleno 1400 rodin. V oblasti Prizren–Đakovica–Peć obdrželi od státu půdu o rozloze 20 000 hektarů. Do konce roku 1935 vzniklo v Kosovu nových 11 273 domů kolonistů. Vláda v Bělehradě realizovala v druhé polovině 30. let kolonizaci i v odlehlých pohraničních oblastech s Albánií. Vedly ji k tomu dva důvody: jednak donutit albánské sedláky, aby odešli do sousední Albánie, jednak vytvořit v pohraničí s nepřátelským státem takovou strukturu obyvatelstva, která by v případě konfliktu byla dostatečně loajální. Kromě pohraničí byly osidlovány rovněž hlavní dopravní tahy, a to kvůli svému strategickému významu. Nové vesnice byly zakládány i v oblastech, jako např. Drenica, které patřily k nejodbojnějším částem Kosova, a kde žilo nejvíce tzv. kačaků, tedy albánských zbojníků.

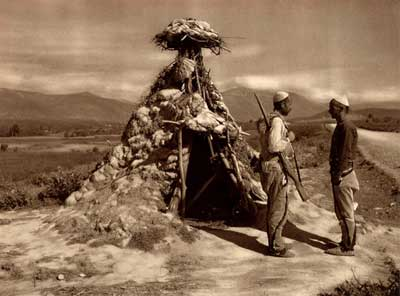
Dva ozbrojení kačaci na stráží v Kosovu ve 20. letech.

Jen do konce roku 1929 bylo do Kosova dosídleno několik desítek tisíc lidí. Pro jejich potřeby muselo být zbudováno 12 689 domů, 46 škol a 32 kostelů. Většina tehdejšího obyvatelstva byla nevzdělaná; školní výuka probíhala navíc pouze v srbochorvatštině, nikoliv v albánštině.
Kromě Srbů, kterých se do Kosova až do roku 1941 nastěhovalo několik desítek tisíc, přišli na jih tehdejšího jugoslávského království také Chorvati, Slovinci a příslušníci dalších jugoslávských národů a národnostních menšin, mezi které patřili i Rusíni, nebo Němci. Nejvíce lidí přicházelo do obcí Dobruša, Vitomirica, Lumbarda, Novo Čikatovo a Obilić. Kolonisté byli převážně chudí, kterým bělehradská vláda slíbila lepší životní poměry, když se do odlehlého Kosova nastěhují. Zajistila jim finanční podporu pro výstavbu domů a pořídila vše potřebné pro obdělávání půdy. Tři roky nemuseli platit žádné daně. Při výstavbě vesnic však docházelo často ke krádežím stavebního materiálu a nadbytném šetření, což vedlo ke špatnému stavu domů nedlouho po jejich dokončení. Chudí kolonisté těžko získávali půjčky a další prostředky k hospodaření; zemědělská půda byla navíc velmi nevhodná k orbě nebo pastvě, neboť klíčovým faktorem pro osídlování byl především strategický význam lokality. 
Na území Kosova působila také Komunistická strana Jugoslávie, která prosazovala rovnoprávnost jednotlivých národů na území Kosova. Její vliv a moc však byly slabé. Kritizovala postup centrální vlády v Bělehradě, která chtěla místní Albánce vysídlit buď do Albánie, nebo do Turecka.
Od konce 30. let, kdy se ukazovalo, že kolonizační program nepomohl Albánce z Kosova vypudit, navíc sílily mezi některými radikálními srbskými politickými představiteli názory, že bude efektivnější albánské obyvatelstvo vysídlit násilím (k tomuto závěru se klonil např. Vaso Čubrilović). V tehdejší jugoslávské společnosti se rozšířil názor, že kolonizace skončila velkým neúspěchem. První osobou, která tento názor otevřeně vyjadřovala, byl Vasa Šaletić ze Svazu zemědělských družstev.

## Následky
Jugoslávský stát se pokusil prostřednictvím kolonizace změnit etnické složení Kosova. Kosovo, které bylo nerozvinuté, kde byla velmi nízká životní úroveň, a kde neexistoval téměř žádný průmysl ani moderní infrastruktura, bylo osídlené poměrně řídce (v porovnání s obdobím po druhé světové válce) a byl zde velký podíl neobdělávané půdy. Navíc zde existovala potřeba vytvoření moderní státní správy. Většinové albánské obyvatelstvo považovalo jugoslávské království za nepřátelský stát a kolonizaci za katastrofu. Srbové, kteří žili v Kosovu dlouhodobě, nebyli rovněž k dosídlencům příliš nakloněni. Kolonisté přicházeli do kulturně odlišného prostředí; neznali místní poměry, ani albánský jazyk, a jen stěží dokázali do nových poměrů odlehlého Kosova zapadnout.
Po vypuknutí druhé světové války, kdy byla většina území Kosova přičleněna k Albánii, byli kolonisté násilně vyhnáni do Černé Hory a do zbytkového Srbska, mnozí po cestě byli také zabiti. 
Po skončení konfliktu se někteří z nich začali vracet, což rozdmýchalo původní konflikt. Protože jugoslávští komunisté, kteří získali během války moc, chtěli zastavit mezietnické konflikty mezi jednotlivými etnickými skupinami země, zakázali návrat části kolonistů do Kosova. Albánská většina toto rozhodnutí přivítala[zdroj?], zatímco obyvatelstvo srbské národnosti a kolonisté samotní, se cítili zrazeni. Konec kolonizace je proto mezi srbskými nacionalistickými kruhy považován[zdroj?] za symbol protisrbských nálad a protisrbské orientace komunistické vlády, která se v roce 1945 dostala v zemi oficiálně k moci.